# Федосиха (Вологодская область)
Федосиха — деревня в Сямженском районе Вологодской области.
Входит в состав Устьрецкого сельского поселения, с точки зрения административно-территориального деления — в Устьрецкий сельсовет.
Расстояние по автодороге до районного центра Сямжи — 27 км, до центра муниципального образования Усть-Реки — 6 км. Ближайшие населённые пункты — Сафониха, Пулиха, Бурдуково.
По переписи 2002 года население — 26 человек (13 мужчин, 13 женщин). Преобладающая национальность — русские (92 %).